# Calle Washington

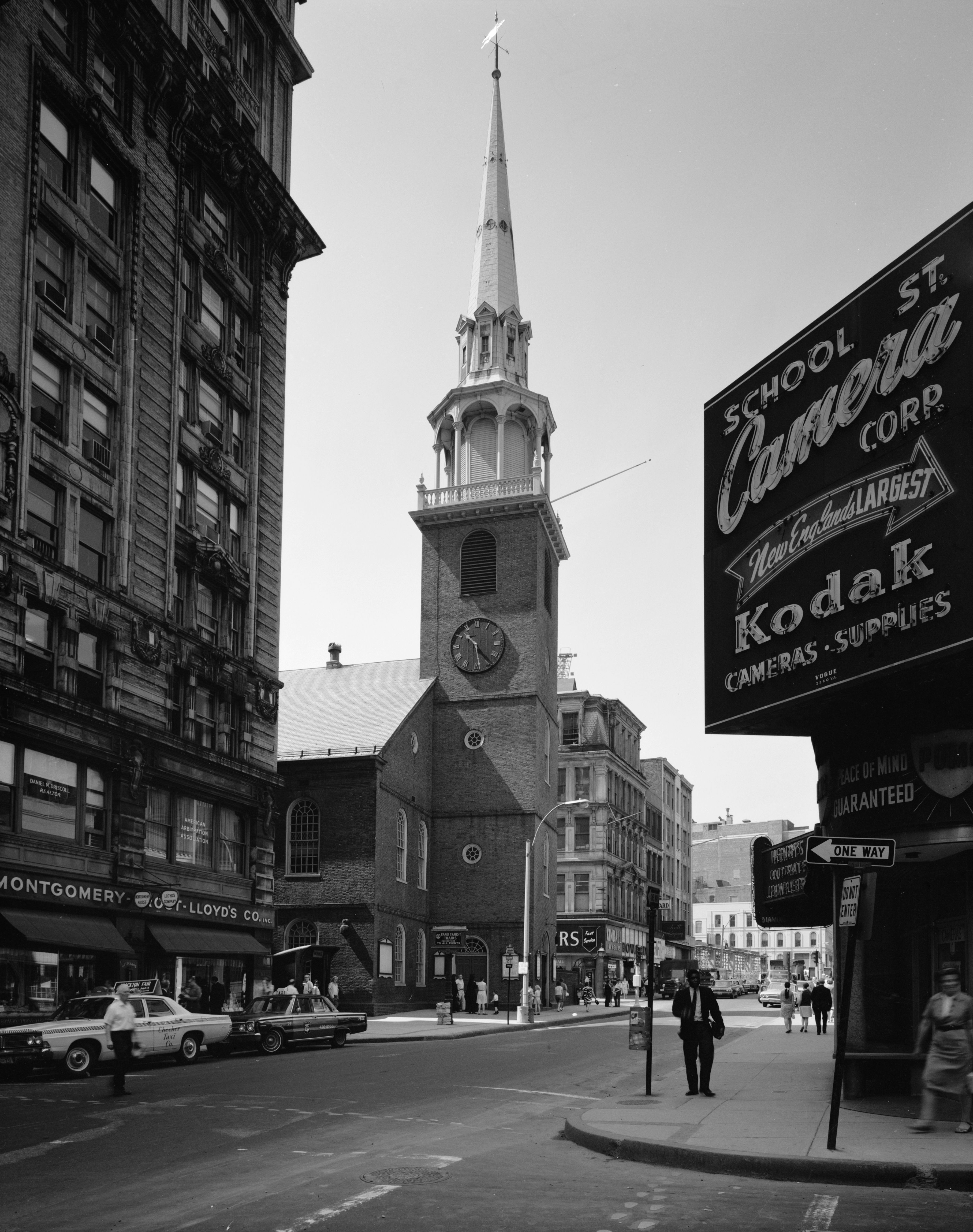
Antigua casa, Calle Washington, 1968.

La Calle Washington o Washington Street es una calle de sentido sur-norte en la ciudad de Boston, Massachusetts, que se extiende desde el suroeste de Massachusetts hasta la línea estatal con Rhode Island. Gran parte de ella fue construida como la Norfolk and Bristol Turnpike a principios del siglo XIX. Es famosa por ser la calle más larga de Boston y también como la calle más larga del estado de Massachusetts.
La Calle Washington, como la primera calle que conecta el área peninsular de Boston con tierra, sirve como división de muchas intersecciones.